# Avril 1936

## Événements
- Traité de fraternité entre l’Irak et l’Arabie saoudite.
- Premier vol de l'avion de liaison allemand Fieseler Fi 156 Storch.

- 5 avril : bombardements aériens italiens sur Addis-Abeba.
- 8 avril : l’Allemagne rejette le plan de paix proposé par la France à la suite de l’occupation de la Rhénanie.
- 10 avril :
  - Espagne : le président modéré Niceto Alcalá Zamora est démis de ses fonctions et déposé par le Front populaire.
  - Un équipage français relie Nancy à Casablanca, soit 2 400 km en 13 heures de vol.
- 13 avril : 
  - Ioánnis Metaxás devient Premier ministre du royaume de Grèce.
  - Grand Prix de Monaco.
- 15 avril : deux Juifs sont assassinés dans la région de Naplouse par un groupe arabe extrémiste. En représailles, deux Arabes sont tués par des Juifs radicaux.
- 17 avril, France : discours de Maurice Thorez retransmis par Radio Paris : il appelle à l’union de la France contre les 200 familles et tend la main aux catholiques.
- 19 avril : des ouvriers agricoles tuent neuf Juifs dans la région de Jaffa. L’état d’urgence est proclamé par les autorités britanniques. Les violences se poursuivent. Une grève des Arabes spontanée et populaire est déclenchée dans toute la Palestine, que les partis décident de soutenir. Des comités nationaux sont organisés dans toutes les villes principales pour organiser la contestation.
- 25 avril : 
  - les principaux partis de Palestine créent un comité suprême arabe, sous la présidence d’Amin al-Husseini.
  - Premier vol du chasseur Potez 630.
- 26 avril et 3 mai, France : victoire électorale du Front populaire aux législatives.
- 28 avril : mort du roi Fouad Ier d'Égypte. Son fils Farouk lui succède à l’âge de seize ans. Un conseil de régence est désigné par le Parlement. Le roi est entouré de conseillers politiques comme Ali Maher, opposant au Wafd. Farouk devient rapidement très populaire (fin de règne en 1952).
- 26 avril : le pilote français Drouillet met son Beechcraft au service du Négus contre les Italiens.

## Naissances
- 1er avril : André Evrard, peintre et graveur suisse († 29 avril 2021).
- 2 avril : Aurelio Galfetti, architecte suisse († 5 décembre 2021).
- 3 avril :
  - Scott LaFaro, contrebassiste de jazz américain († 4 février 1961).
  - Jimmy McGriff, organiste de jazz américain († 24 mai 2008).
- 6 avril : Shin Kyeong-nim, écrivain coréen († 22 mai 2024).
- 9 avril : Michael Somare, « père de l’indépendance » de Papouasie-Nouvelle-Guinée († 26 février 2021).
- 11 avril : Ivonka Survilla, femme politique biélorusse en exil.
- 12 avril : Frankétienne, écrivain, musicien, peintre et philisophe haïtien († 20 février 2025).
- 14 avril : Ivan Dias, cardinal indien, préfet de la Congrégation pour l'évangélisation des peuples († 19 juin 2017).
- 15 avril : 
  - Pen Sovan, homme politique cambodgien († 29 octobre 2016).
  - Raymond Poulidor, coureur cycliste français († 13 novembre 2019).
- 19 avril : Tom Purdom, écrivain américain († 14 janvier 2024).
- 21 avril : Reggie Fleming, joueur de hockey sur glace († 11 juillet 2009).
- 23 avril : Roy Orbison, chanteur américain († 6 décembre 1988).
- 27 avril : Theo Angelopoulos, réalisateur grec († 24 janvier 2012).
- 28 avril : Kenneth White, poète, écrivain et essayiste écossais († 11 août 2023).
- 29 avril : 
  - Zubin Mehta, chef d'orchestre indien.
  - Jacob Rothschild, banquier et homme politique britannique († 26 février 2024).

## Décès
- 2 avril : William Louis Abbott, naturaliste et un collectionneur américain (° 1860).
- 29 avril : Élisabeth Bergeron, sœur religieuse.